# 40-Horse Hawkins
40-Horse Hawkins er en amerikansk stumfilm fra 1924 af Edward Sedgwick.

## Medvirkende
- Hoot Gibson som Luke Hawkins
- Anne Cornwall som Mary Darling
- Richard Tucker som Rudolph Catalina
- Helen Holmes som Sylvia Dean
- Jack Gordon Edwards som Johnny
- Edward Burns
- Edward Sedgwick